# Yahya Ayyash
Yahya Abdal-Tif Ayyash (Arabisch: يحيى عبد اللطيف عياش) (Rafat (Westelijke Jordaanoever), 22 februari 1966 - Gaza, 5 januari 1996) was de hoofd-bommenmaker voor de Hamas en leider van het Samaria-bataljon van de Izz ad-Din al-Qassam-brigades. In die hoedanigheid kreeg hij de bijnaam de Ingenieur (Arabisch: المهندس, Al-Muhandis).
De door hem gedirigeerde zelfmoordaanslagen veroorzaakte de dood van naar schatting 90 Israëliërs, velen daarvan burgers.
Hij was zeer goed in vermommingen, hij was drie jaar lang de meest gezochte man in Israël en het doelwit van een grootscheepse klopjacht. Voor veel Palestijnen was hij een gevierde held. Ayyash werd geliquideerd op 5 januari 1996, door een met springstof geladen mobiele telefoon.

## Vroeg leven
Ayyash werd geboren in Rafat, en was de oudste van drie broers. Als kind was hij erg vroom en ontving hij een prijs voor zijn talent in het uit zijn hoofd leren van de Koran. Als jongen toonde hij zich ook als talent in elektrisch en mechanisch werk, door het repareren van radio’s, televisie en dergelijke. Na het succesvol doorlopen van de middelbare school in 1985 begon hij te studeren aan de Universiteit van Bir Zeit in 1987. Hij behaalde de titel Bachelor of Science in elektrotechniek.

## Werk voor Hamas
Ayyash maakte de bommen voor een aantal Hamas-zelfmoordaanslagen. Als onderdeel van een strategische samenwerking tussen de Hamas en de Islamitische Jihadbeweging in Palestina maakte Ayyash de bommen die gebruikt werden door de Islamitische Jihad bij de Beit Lid-aanslag in 1995.
Omdat aan TNT en andere hogere explosieven moeilijk te komen is in de Palestijnse gebieden (de Westelijke Jordaanoever en de Gazastrook), gebruikte Ayyash vaak een combinatie van aceton en een schoonmaakmiddel, beide beschikbaar als normale huishoudelijke producten. Als ze bij elkaar gevoegd worden vormen ze acetonperoxide, een explosief dat bij sommigen bekendstaat als "Moeder van Satan" door zijn instabiliteit.

### Ramat Efal
Ayyash kwam onder de aandacht van de Israëlische veiligheidsdiensten na een mislukte aanslag op Ramat Efal. Na een achtervolging werden drie toekomstige Hamas-zelfmoordenaars gearresteerd door de politie. Toen de politie de wagen onderzocht ontdekten ze dat de wagen was uitgerust met een bom – vijf gevulde twaalfkilograms benzinetanks aangesloten op een op acetonperoxide gebaseerde ontsteking. Na de omgeving te hebben geëvacueerd gebruikte de explosieve opruimingsdienst een robot om de ontsteking onschadelijk te maken. De ontsteking ging echter af met een enorme explosie tot gevolg. Israëlische rechercheurs kwamen achter de naam van Ayyash tijdens de ondervraging van de drie gearresteerde verdachten.

## Dood en nasleep
Ayyash kreeg een mobiele telefoon van andere Hamasmilitanten, die explodeerde en hem onmiddellijk doodde toen hij de telefoon gebruikte. 100.000 Palestijnen zouden zijn begrafenis hebben bijgewoond.
De staat Israël heeft nooit bevestigd of ontkend betrokken te zijn bij aanslagen. Zo ook heeft Israël haar betrokkenheid bij deze aanslag niet bevestigd of ontkend. Dit leidde tot wilde geruchten en speculaties over Israëlische betrokkenheid.
Ayyash werd in de Hamasbeweging opgevolgd door Mohiyedine Sharif ("de elektricien"), een van Ayyash’s protégés. Ayyash's dood, samen met Israëls jacht op andere bommenmakers, leidde tot een merkbare afname van de effectiviteit van zelfmoordaanslagen.
Ook was de grens tussen Israël en de Westelijke Jordaanoever ten tijde van Ayyashs aanslagen veel poreuzer, zodat het toen makkelijker was als zelfmoordenaar ongemerkt Israël binnen te komen. Nadien heeft de Israëlische Westoeverbarrière het aanmerkelijk moeilijker gemaakt voor zelfmoordenaars om Israël ongemerkt binnen te komen.